# اچ‌ام‌اس فوروارد
اچ‌ام‌اس فوروارد (به انگلیسی: HMS Forward (shore establishment 1984)) یک کشتی است.